# لويل (ويسكونسن)
لويل (بالإنجليزية: Lowell, Wisconsin)‏ هي قرية تقع في الولايات المتحدة في مقاطعة دودج (ويسكونسن). يقدر عدد سكانها بـ 340 نسمة ومساحتها 2.72 كم2 وترتفع عن سطح البحر 253 متر.

## التركيبة السكانية
قام مكتب تعداد الولايات المتحدة بتحديد بيانات التركيبة السكانية للويل في تعداد الولايات المتحدة. في ما يلي، التركيبة السكانية حسب تعدادي 2000 و2010.

### تعداد عام 2000
بلغ عدد سكان لويل 366 نسمة بحسب تعداد عام 2000، وبلغ عدد الأسر 142 أسرة وعدد العائلات 93 عائلة مقيمة في القرية. في حين سجلت الكثافة السكانية 368.1 نسمة لكل ميل مربع (142.1/كم2). وبلغ عدد الوحدات السكنية 153 وحدة بمتوسط كثافة قدره 153.9 نسمة لكل ميل مربع (59.4/كم2).
وتوزع التركيب العرقي للقرية بنسبة 96.17% من البيض و 1.09% من الأمريكيين ذوي الأصول الآسيوية و 0.27% من الأمريكيين الأفارقة و 0.82% من عرقين مختلطين أو أكثر.
بلغ عدد الأسر 142 أسرة كانت نسبة 37.3% منها لديها أطفال تحت سن الثامنة عشر تعيش معهم، وبلغت نسبة الأزواج القاطنين مع بعضهم البعض 51.4% من أصل المجموع الكلي للأسر، ونسبة 8.5% من الأسر كان لديها معيلات من الإناث دون وجود شريك، وكانت نسبة 34.5% من غير العائلات. تألفت نسبة 27.5% من أصل جميع الأسر من أفراد ونسبة 14.1% كانوا يعيش معهم شخص وحيد يبلغ من العمر 65 عاماً فما فوق. وبلغ متوسط حجم الأسرة المعيشية 3.18، أما متوسط حجم العائلات فبلغ 2.58.
بلغ العمر الوسطي للسكان 34 عاماً. وكانت نسبة 30.3% من القاطنين تحت سن الثامنة عشر، وكانت نسبة 5.7% بين الثامنة عشر والأربعة وعشرون عاماً، ونسبة 32.2% كانت واقعةً في الفئة العمرية ما بين الخامسة والعشرون حتى والأربعة وأربعون عاماً، ونسبة 21.6% كانت ما بين الخامسة والأربعون حتى الرابعة والستون، ونسبة 10.1% كانت ضمن فئة الخامسة والستون عاماً فما فوق. يوجد لكل 100 أنثى 104.5 ذكر، ويوجد لكل 100 أنثى في الثامنة عشر من عمرها فما فوق 104.0 ذكر.
بلغ متوسط دخل الأسرة في القرية 43,594 دولار، أما متوسط دخل العائلة فبلغ 46,750 دولار. وكان متوسط دخل الذكور 35,694 دولار مقابل 23,333 دولار للإناث. وسجل دخل الفرد الخاص بالقرية 14,393 دولار. وكانت نسبة 4.8% من العائلات ونسبة 9.5% من السكان تحت خط الفقر، وكان من هؤلاء نسبة 14.7% تحت سن الثامنة عشر ونسبة 6.3% في الخامسة والستين من العمر وما فوق.

### تعداد عام 2010
بلغ عدد سكان لويل 340 نسمة بحسب تعداد عام 2010، وبلغ عدد الأسر 136 أسرة وعدد العائلات 89 عائلة مقيمة في القرية. في حين سجلت الكثافة السكانية 340.0 نسمة لكل ميل مربع (131.3/كم2). وبلغ عدد الوحدات السكنية 163 وحدة بمتوسط كثافة قدره 163.0 لكل ميل مربع (62.9/كم2).
وتوزع التركيب العرقي للقرية بنسبة 99.4% من البيض و 0.3% من الأمريكيين الأصليين و 0.3% من الأمريكيين الأفارقة.
بلغ عدد الأسر 136 أسرة كانت نسبة 31.6% منها لديها أطفال تحت سن الثامنة عشر تعيش معهم، وبلغت نسبة الأزواج القاطنين مع بعضهم البعض 50.0% من أصل المجموع الكلي للأسر، ونسبة 10.3% من الأسر كان لديها معيلات من الإناث دون وجود شريك، بينما كانت نسبة 5.1% من الأسر لديها معيلون من الذكور دون وجود شريكة وكانت نسبة 34.6% من غير العائلات. وبلغ متوسط حجم الأسرة المعيشية 3.06، أما متوسط حجم العائلات فبلغ 2.50.
بلغ العمر الوسطي للسكان 42.3 عاماً. وكانت نسبة 21.5% من القاطنين تحت سن الثامنة عشر، وكانت نسبة 6.5% بين الثامنة عشر والأربعة وعشرون عاماً، ونسبة 28.3% كانت واقعةً في الفئة العمرية ما بين الخامسة والعشرون حتى والأربعة وأربعون عاماً، ونسبة 31% كانت ما بين الخامسة والأربعون حتى الرابعة والستون، ونسبة 12.9% كانت ضمن فئة الخامسة والستون عاماً فما فوق. وتوزع التركيب الجنسي للسكان بنسبة 50.6% ذكور و49.4% إناث.